# Heterodera avenae
Heterodera avenae är en rundmaskart. Heterodera avenae ingår i släktet Heterodera och familjen Heteroderidae. Arten är reproducerande i Sverige. Inga underarter finns listade i Catalogue of Life.